# Estado sacerdotal
Un estado sacerdotal es un estado cuyo jefe también es un líder eclesiástico designado por un cuerpo religioso. Un ejemplo de este tipo de estado es la Ciudad del Vaticano, cuyo jefe de Estado es el Papa de la Iglesia católica. Andorra opera bajo un sistema semi-sacerdotal, ya que uno de sus cojefes de Estado es el Diócesis de Urgel. En el pasado, era común que los obispos asumieran el poder civil y clerical como príncipes-obispos.